# Дипалладийпентагольмий
Дипалладийпентагольмий — бинарное неорганическое соединение, интерметаллид
палладия и гольмия
с формулой Ho5Pd2,
кристаллы.

## Получение
- Сплавление стехиометрических количеств чистых веществ:

{\displaystyle {\mathsf {2Pd+5Ho\ {\xrightarrow {925^{o}C}}\ Ho_{5}Pd_{2}}}}

## Физические свойства
Дипалладийпентагольмий образует кристаллы
тетрагональной сингонии,
пространственная группа P 41/a,
параметры ячейки a = 0,945 нм, c = 1,3354 нм, Z = 8,
структура типа дипалладийпентадиспрозия Dy5Pd2
.
Соединение образуется по перитектической реакции при температуре 925°C.
Близкое по составу соединение Ho4,86Pd2 образует кристаллы
кубической сингонии,
пространственная группа F d3m,
параметры ячейки a =  1,35973 нм, Z = 14
.